# Чака
Ча̀ка е монголски военачалник.
Той е син на влиятелния военачалник Ногай, който през 1299 година влиза в конфликт с владетеля на Златната орда Токта и е убит. Чака успява да се укрепи в част от владенията на баща си и поставя на българския трон своя шурей Теодор Светослав, който обаче не след дълго преминава на страната на Токта и го убива.

## Биография
След 1279 г. се жени за най-малката дъщеря на цар Георги I Тертер. След като последният представител на ханския род Токтай въстава срещу баща му и го пленява, изпадналият в немилост Чака се опитва да вземе полагащото му се наследство. Убива мащехата си и брат си, които пожелават да сключат мир с Токтай, и за кратко е хан, но влиза в конфликт с видни военачалници и в крайна сметка те минават на страната на Токту. Опитът му да се противопостави на новия хан се оказва неуспешен и той е принуден да потърси убежище при аланите, а сетне и в България заедно с жена си и шурея си Теодор Светослав. Възползвайки се от положението в България по това време той навлиза с остатъците от армията си в България и се явява пред стените на столицата Търновград.
Според традиционните възгледи, наложени в българската историография, през 1299 – 1300 г. Чака се възцарява като български владетел, след като Теодор Светослав го подкрепя. Българският историк Пламен Павлов предлага друга интерпретация на събитията, като смята, че Чака е бил сюзерен на Светослав Тертер.
Разбрал за местонахождението на Чака, Токтай праща към България голяма войска и обсажда престолния град Търново. Теодор Светослав бързо скалъпва нов заговор, хвърляйки в тъмница самия Чака, който скоро бива удушен. Главата му е пратена на Токтай. Някои считат, че в знак на благодарност Токтай дал на Теодор Светослав част от територията управлявана от Ногай като феодално владение. Синът на Чака – Кара Кишек, с двама свои родственици – Джерик Темир и Юлукотлу, по-късно бягат от Токтай и с 3000 конници постъпват на служба при видинския деспот Шишман.

## Семейство
Чака е женен за дъщеря на българския цар Георги I Тертер с неизвестно име. Той има един син -Кара-Кишек, който след смъртта на баща си бяга от Златната орда с 3000 татари и постъпва на служба при деспот Шишман във Видин.